# 中央省 (海地)
中央省（法語：Centre，發音：[sɑ̃tʁ] ⓘ）是海地的10個省之一，位於該國東部，省会安什。该省北臨北部省和東北省，東鄰多明尼加共和國，西接阿蒂博尼特省，南毗西部省，面積3,487平方公里，下分4縣，2015年人口746,236，人口密度為每平方公里194.6人。
19°09′00″N 72°01′00″W / 19.15°N 72.0167°W
1. ↑   (PDF).   [2015-11-06]. （原始内容 (PDF)存档于2015-11-06）.
2. ↑  . hdi.globaldatalab.org.   [2018-09-13]. （原始内容存档于2019-02-10） （英语）.